# Mineros (Bolivia)
Mineros es una localidad y un municipio de Bolivia, ubicado en la provincia Obispo Santistevan del departamento de Santa Cruz, distante 77 km al norte de la ciudad de Santa Cruz de la Sierra.

## Geografía
El municipio ocupa la parte central de la provincia de Obispo Santistevan. Limita al noroeste con el municipio de San Pedro, al noreste con la provincia Guarayos, al este con la provincia Ñuflo de Chaves, al sureste con el municipio de Fernández Alonso, al sur con el municipio de General Saavedra y al suroeste y oeste con la provincia Ichilo.

## Demografía
De acuerdo con el censo boliviano de 2024, la población del municipio de Mineros es de 22 731 habitantes.
Die Einwohnerzahl des Municipios ist zwischen 1992 und 2012 um gut die Hälfte angestiegen, stagnierte dann bis 2024 jedoch:
| Año  | Habitantes (municipio) | Habitantes (localidad) | fuente     |
| ---- | ---------------------- | ---------------------- | ---------- |
| 1976 | -                      | 6 184                  | Censo 1976 |
| 1992 | 15 893                 | 11 181                 | Censo 1992 |
| 2001 | 19 846                 | 13 283                 | Censo 2001 |
| 2012 | 22 228                 | 18 340                 | Censo 2012 |
| 2024 | 22 731                 |                        | Censo 2024 |